# Tom Noir
Tom Noir es un personaje de ficción, un superhéroe retirado que aparece en la historieta "Black Summer" del escritor inglés Warren Ellis, publicado en Avatar Press.

## Descripción
Es el fundador y autor intelectual del grupo conocido como Las Siete Armas Es considerado el "cerebro" de Las Siete Armas, y ayuda a armar la teoría subyacente a las tecnologías de las Armas. Trabaja mano a mano con Frank Blacksmith para desarrollarlas. El personaje es morocho, y tiene el pelo ondulado. En los eventos del presente de la novela, es alcohólico y fumador compulsivo después de haber perdido una pierna en la explosión que matara a su novia, Laura Torch.

## Ficha de Personaje
- Nombre Real: Tom Watson.
- Habilidades: Las mejoras de Tom incluyen una "supercorteza cerebral" que le permite percibir toda la información subyacente, incluyendo descifrados, y una muy precisa tecnología de locación por ultrasonido. Es capaz de ver a cualquier objetivo con precisión quirúrgica través de ropas, armas, artefactos, tanto como huesos y órganos internos. Esta visión también le permite ver las vulnerabilidades de sus enemigos.
- Armas: Inquisición. Dispara ráfagas de tungsteno quirúrgico que pueden penetrar un tanque. Tom también cubre su brazo derecho en alguna clase de armadura de apariencia biotecnológica mientras lucha contra los agentes del gobierno enviados a asesinarlo.
- Palabra Clave: Bakerstreet.

## Historia
Hace más de un año, Tom perdió la pierna debajo de la rodilla izquierda en la explosión que mató a Laura Tarrant. Después de la muerte de la chica, Tom abandonó el grupo y se convirtió en un alcohólico, viviendo en un departamento miserable y tratando de matarse de borrachera. A pesar de esto, fue el primer objetivo después de la ejecución del Presidente. Frank Blacksmith cree que su intelecto de nivel genio lo vuelve un peligro al menos tan importante como John Horus. Consequentemente, Blacksmith quiere removerlo del campo de juego antes de que se vea envuelto en él.